# رانس ريفول
فرانسين روي ريفول (من مواليد 18 أكتوبر 2001)، اشتهرت باسمها المسرحي رانس ريفول، مغني وممثل فلبينية.

## مسار مهني مسار وظيفي
بدأت ريفول في الظهور في الإعلانات التلفزيونية عندما كانت في الحادية عشرة من عمرها.
في عام 2016، ظهر ريفول في فيلم باتينتيرو: أنج ألامات ني منغ باتالو.
فاز ظهورها في الفيلم الدرامي كون موباي مان إت باناهون بجائزة أفضل ممثلة مساعدة في عام 2021 مهرجان مترو مانيلا السينمائي.

## روابط خارجية
- رانس ريفول في قاعدة بيانات الأفلام على الإنترنت

صنيف:ممثلات أفلام فلبينيات